# سانت خئان لس فنتس
سانت خئان لس فنتس (به اسپانیایی: Sant Joan les Fonts) یک شهرستان در اسپانیا است که در استان خرنا واقع شده‌است.

## خصوصیات
سانت خئان لس فنتس ۳۱٫۸۰ کیلومترمربع مساحت و ۲٬۷۵۱ نفر جمعیت دارد و ۳۴۲ متر بالاتر از سطح دریا واقع شده‌است.